# Leon Bailey
Leon Patrick Bailey Butler (Kingston, 9 agosto 1997) è un calciatore giamaicano, attaccante della Roma, in prestito dall'Aston Villa, e della nazionale giamaicana.

## Caratteristiche tecniche
Esterno offensivo (mancino di piede) che può giocare su entrambe le fasce. In grado di saltare l'avversario palla al piede, tra le sue doti spiccano una notevole velocità (a cui abbina un'ottima tecnica di base) e l'abilità a inserirsi tra gli spazi dalle corsie esterne. In possesso di discrete doti balistiche, è dotato anche di una buona visione di gioco, che gli consente di mandare in porta i propri compagni di squadra con assist precisi.

## Carriera

### Club
All'età di 13 anni si trasferisce in Europa con la propria famiglia. Approda quindi al Genk, società dalla quale non può essere tesserato essendo minorenne e sprovvisto di documenti di soggiorno regolari. Dopo vari provini passa all'AS Trenčín, in Slovacchia.
Nel 2014 torna al Genk, legandosi alla società belga per tre anni, con opzione di rinnovo per il quarto anno. Esordisce tra i professionisti il 21 agosto contro il Sint-Truiden, subentrando al 62' al posto di Siebe Schrijvers. A fine stagione il suo contributo risulterà decisivo nell'approdo ai preliminari di Europa League della squadra belga.
Il 31 gennaio 2017 passa a titolo definitivo al Bayer Leverkusen, firmando un contratto valido fino al 2022.
Il 31 luglio 2021 raggiunge un accordo per trasferirsi all'Aston Villa. Quattro giorni dopo il trasferimento viene finalizzato.
Il 20 agosto 2025 viene ceduto in prestito con diritto di riscatto alla Roma, in Serie A.

### Nazionale
Nel 2019 ha esordito nella nazionale giamaicana, con la quale ha partecipato a tre edizioni consecutive (2019, 2021 e 2023) della CONCACAF Gold Cup.

## Statistiche

### Presenze e reti nei club
Statistiche aggiornate al 20 agosto 2025.
| Stagione                | Squadra                 | Campionato              | Campionato | Campionato | Coppe nazionali | Coppe nazionali | Coppe nazionali | Coppe continentali | Coppe continentali | Coppe continentali | Altre coppe | Altre coppe | Altre coppe | Totale | Totale |
| Stagione                | Squadra                 | Comp                    | Pres       | Reti       | Comp            | Pres            | Reti            | Comp               | Pres               | Reti               | Comp        | Pres        | Reti        | Pres   | Reti   |
| ----------------------- | ----------------------- | ----------------------- | ---------- | ---------- | --------------- | --------------- | --------------- | ------------------ | ------------------ | ------------------ | ----------- | ----------- | ----------- | ------ | ------ |
| 2015-2016               | Genk                    | D1                      | 25+12      | 4+2        | CB              | 5               | 1               |                    | -                  | -                  | -           |             | -           | 42     | 7      |
| 2016-gen. 2017          | Genk                    | D1                      | 19         | 1          | CB              | 4               | 0               | UEL                | 12                 | 7                  |             | -           | -           | 35     | 8      |
| Totale Genk             | Totale Genk             | Totale Genk             | 44+12      | 5+2        |                 | 9               | 1               |                    | 12                 | 7                  |             | -           | -           | 77     | 15     |
| gen.-giu. 2017          | Bayer Leverkusen        | BL                      | 8          | 0          | CG              | -               | -               | UCL                | 2                  | 0                  | -           | -           | -           | 10     | 0      |
| 2017-2018               | Bayer Leverkusen        | BL                      | 30         | 9          | CG              | 4               | 3               |                    | -                  | -                  |             | -           | -           | 34     | 12     |
| 2018-2019               | Bayer Leverkusen        | BL                      | 29         | 5          | CG              | 2               | 0               | UEL                | 8                  | 0                  |             | -           | -           | 39     | 5      |
| 2019-2020               | Bayer Leverkusen        | BL                      | 22         | 5          | CG              | 3               | 1               | UCL+UEL            | 3+5                | 0+1                |             | -           | -           | 33     | 7      |
| 2020-2021               | Bayer Leverkusen        | BL                      | 30         | 9          | CG              | 2               | 1               | UEL                | 8                  | 5                  |             | -           | -           | 40     | 15     |
| Totale Bayer Leverkusen | Totale Bayer Leverkusen | Totale Bayer Leverkusen | 119        | 28         |                 | 11              | 5               |                    | 26                 | 6                  |             | -           | -           | 156    | 39     |
| 2021-2022               | Aston Villa             | PL                      | 18         | 1          | FACup+CdL       | 0               | 0               | -                  | -                  | -                  | -           | -           | -           | 18     | 1      |
| 2022-2023               | Aston Villa             | PL                      | 33         | 4          | FACup+CdL       | 1+2             | 0+1             | -                  | -                  | -                  | -           | -           | -           | 36     | 5      |
| 2023-2024               | Aston Villa             | PL                      | 35         | 10         | FACup+CdL       | 3+1             | 0               | UECL               | 13                 | 4                  | -           | -           | -           | 52     | 14     |
| 2024-2025               | Aston Villa             | PL                      | 24         | 1          | FACup+CdL       | 4+2             | 0+0             | UCL                | 8                  | 1                  | -           | -           | -           | 38     | 2      |
| Totale Aston Villa      | Totale Aston Villa      | Totale Aston Villa      | 110        | 16         |                 | 13              | 1               |                    | 21                 | 5                  |             | -           | -           | 144    | 22     |
| 2025-2026               | Roma                    | A                       | -          | -          | CI              | -               | -               | UEL                | -                  | -                  | -           | -           | -           | -      | -      |
| Totale carriera         | Totale carriera         | Totale carriera         | 285        | 51         |                 | 33              | 7               |                    | 59                 | 18                 |             | -           | -           | 377    | 76     |

### Cronologia presenze e reti in nazionale
| Cronologia completa delle presenze e delle reti in nazionale ― Giamaica | Cronologia completa delle presenze e delle reti in nazionale ― Giamaica | Cronologia completa delle presenze e delle reti in nazionale ― Giamaica | Cronologia completa delle presenze e delle reti in nazionale ― Giamaica | Cronologia completa delle presenze e delle reti in nazionale ― Giamaica | Cronologia completa delle presenze e delle reti in nazionale ― Giamaica | Cronologia completa delle presenze e delle reti in nazionale ― Giamaica | Cronologia completa delle presenze e delle reti in nazionale ― Giamaica |
| Data                                                                    | Città                                                                   | In casa                                                                 | Risultato                                                               | Ospiti                                                                  | Competizione                                                            | Reti                                                                    | Note                                                                    |
| ----------------------------------------------------------------------- | ----------------------------------------------------------------------- | ----------------------------------------------------------------------- | ----------------------------------------------------------------------- | ----------------------------------------------------------------------- | ----------------------------------------------------------------------- | ----------------------------------------------------------------------- | ----------------------------------------------------------------------- |
| 17-6-2019                                                               | Kingston                                                                | Giamaica                                                                | 3 – 2                                                                   | Honduras                                                                | Gold Cup 2019 - 1º turno                                                | -                                                                       |                                                                         |
| 21-6-2019                                                               | Houston                                                                 | El Salvador                                                             | 0 – 0                                                                   | Giamaica                                                                | Gold Cup 2019 - 1º turno                                                | -                                                                       |                                                                         |
| 30-6-2019                                                               | Filadelfia                                                              | Giamaica                                                                | 1 – 0                                                                   | Panama                                                                  | Gold Cup 2019 - Quarti di Finale                                        | -                                                                       |                                                                         |
| 3-7-2019                                                                | Nashville                                                               | Giamaica                                                                | 1 – 3                                                                   | Stati Uniti                                                             | Gold Cup 2019 - Semifinale                                              | -                                                                       |                                                                         |
| 6-9-2019                                                                | Montego Bay                                                             | Giamaica                                                                | 6 – 0                                                                   | Antigua e Barbuda                                                       | CONCACAF Nations League 2019-2020 - 1º turno                            | 1                                                                       |                                                                         |
| 10-9-2019                                                               | Leonora                                                                 | Guyana                                                                  | 0 – 4                                                                   | Giamaica                                                                | CONCACAF Nations League 2019-2020 - 1º turno                            | -                                                                       | 61’                                                                     |
| 14-11-2020                                                              | Riyad                                                                   | Arabia Saudita                                                          | 3 – 0                                                                   | Giamaica                                                                | Amichevole                                                              | -                                                                       | 46’                                                                     |
| 17-11-2020                                                              | Riyad                                                                   | Arabia Saudita                                                          | 1 – 2                                                                   | Giamaica                                                                | Amichevole                                                              | -                                                                       | 62’ 84’                                                                 |
| 13-7-2021                                                               | Orlando                                                                 | Giamaica                                                                | 2 – 0                                                                   | Suriname                                                                | Gold Cup 2021 - 1º turno                                                | -                                                                       | 78’                                                                     |
| 16-7-2021                                                               | Orlando                                                                 | Guadalupa                                                               | 1 – 2                                                                   | Giamaica                                                                | Gold Cup 2021 - 1º turno                                                | -                                                                       |                                                                         |
| 12-11-2021                                                              | San Salvador                                                            | El Salvador                                                             | 1 – 1                                                                   | Stati Uniti                                                             | Qual. Mondiali 2022                                                     | -                                                                       | 48’ 88’                                                                 |
| 16-11-2021                                                              | Kingston                                                                | Giamaica                                                                | 1 – 1                                                                   | Stati Uniti                                                             | Qual. Mondiali 2022                                                     | -                                                                       | 88’                                                                     |
| 24-3-2022                                                               | Kingston                                                                | Giamaica                                                                | 1 – 1                                                                   | El Salvador                                                             | Qual. Mondiali 2022                                                     | -                                                                       |                                                                         |
| 30-3-2022                                                               | Kingston                                                                | Giamaica                                                                | 2 – 1                                                                   | Honduras                                                                | Qual. Mondiali 2022                                                     | 1                                                                       | 59’                                                                     |
| 4-6-2022                                                                | Paramaribo                                                              | Suriname                                                                | 1 – 1                                                                   | Giamaica                                                                | CONCACAF Nations League 2022-2023 - 1º turno                            | -                                                                       |                                                                         |
| 7-6-2022                                                                | Kingston                                                                | Giamaica                                                                | 3 – 1                                                                   | Suriname                                                                | CONCACAF Nations League 2022-2023 - 1º turno                            | -                                                                       | 48’                                                                     |
| 14-6-2022                                                               | Kingston                                                                | Giamaica                                                                | 1 – 1                                                                   | Messico                                                                 | CONCACAF Nations League 2022-2023 - 1º turno                            | 1                                                                       |                                                                         |
| 27-9-2022                                                               | Harrison                                                                | Argentina                                                               | 3 – 0                                                                   | Giamaica                                                                | Amichevole                                                              | -                                                                       |                                                                         |
| 26-3-2023                                                               | Città del Messico                                                       | Messico                                                                 | 2 – 2                                                                   | Giamaica                                                                | CONCACAF Nations League 2022-2023 - 1º turno                            | -                                                                       |                                                                         |
| 24-6-2023                                                               | Chicago                                                                 | Stati Uniti                                                             | 1 – 1                                                                   | Giamaica                                                                | Gold Cup 2023 - 1º turno                                                | -                                                                       | 90’                                                                     |
| 28-6-2023                                                               | Saint Louis                                                             | Giamaica                                                                | 4 – 1                                                                   | Trinidad e Tobago                                                       | Gold Cup 2023 - 1º turno                                                | 1                                                                       | 82’                                                                     |
| 2-7-2023                                                                | Santa Clara                                                             | Giamaica                                                                | 5 – 0                                                                   | Saint Kitts e Nevis                                                     | Gold Cup 2023 - 1º turno                                                | -                                                                       |                                                                         |
| 9-7-2023                                                                | Cincinnati                                                              | Guatemala                                                               | 0 – 1                                                                   | Giamaica                                                                | Gold Cup 2023 - Quarti di finale                                        | -                                                                       | 86’                                                                     |
| 13-7-2023                                                               | Paradise                                                                | Giamaica                                                                | 0 – 3                                                                   | Messico                                                                 | Gold Cup 2023 - Semifinale                                              | -                                                                       |                                                                         |
| 8-9-2023                                                                | Kingston                                                                | Giamaica                                                                | 1 – 0                                                                   | Honduras                                                                | CONCACAF Nations League 2023-2024 - 1º Turno                            | -                                                                       |                                                                         |
| 13-9-2023                                                               | Kingston                                                                | Giamaica                                                                | 2 – 2                                                                   | Haiti                                                                   | CONCACAF Nations League 2023-2024 - 1º Turno                            | -                                                                       |                                                                         |
| 12-10-2023                                                              | Saint George's                                                          | Grenada                                                                 | 1 – 4                                                                   | Giamaica                                                                | CONCACAF Nations League 2023-2024 - 1º turno                            | -                                                                       | 65’                                                                     |
| 15-10-2023                                                              | Port of Spain                                                           | Haiti                                                                   | 2 – 3                                                                   | Giamaica                                                                | CONCACAF Nations League 2023-2024 - 1º turno                            | 1                                                                       |                                                                         |
| 18-11-2023                                                              | Kingston                                                                | Giamaica                                                                | 1 – 2                                                                   | Canada                                                                  | CONCACAF Nations League 2023-2024 - Quarti di finale                    | -                                                                       | 77’                                                                     |
| 21-11-2023                                                              | Toronto                                                                 | Canada                                                                  | 2 – 3                                                                   | Giamaica                                                                | CONCACAF Nations League 2023-2024 - Quarti di finale                    | -                                                                       | 90’                                                                     |
| 14-11-2024                                                              | Kingston                                                                | Giamaica                                                                | 0 – 1                                                                   | Stati Uniti                                                             | CONCACAF Nations League 2024-2025 - Quarti di finale                    | -                                                                       | 69’                                                                     |
| 18-11-2024                                                              | Saint Louis                                                             | Stati Uniti                                                             | 4 – 2                                                                   | Giamaica                                                                | CONCACAF Nations League 2024-2025 - Quarti di finale                    | -                                                                       | 73’                                                                     |
| 21-3-2025                                                               | Kingstown                                                               | Saint Vincent e Grenadine                                               | 1 – 1                                                                   | Giamaica                                                                | Qual. Gold Cup 2025                                                     | 1                                                                       |                                                                         |
| 25-3-2025                                                               | Kingston                                                                | Giamaica                                                                | 3 – 0                                                                   | Saint Vincent e Grenadine                                               | Qual. Gold Cup 2025                                                     | -                                                                       |                                                                         |
| 7-6-2025                                                                | Road Town                                                               | Isole Vergini Britanniche                                               | 0 – 1                                                                   | Giamaica                                                                | Qual. Mondiali 2026                                                     | -                                                                       | 56’                                                                     |
| 10-6-2025                                                               | Kingston                                                                | Giamaica                                                                | 3 – 0                                                                   | Guatemala                                                               | Qual. Mondiali 2026                                                     | -                                                                       |                                                                         |
| 16-6-2025                                                               | Carson                                                                  | Giamaica                                                                | 0 – 1                                                                   | Guatemala                                                               | Gold Cup 2025 - 1° turno                                                | -                                                                       |                                                                         |
| 20-6-2025                                                               | San Jose                                                                | Giamaica                                                                | 2 – 1                                                                   | Guadalupa                                                               | Gold Cup 2025 - 1° turno                                                | 1                                                                       | 77’ 85’                                                                 |
| 24-6-2025                                                               | Austin                                                                  | Panama                                                                  | 4 – 1                                                                   | Giamaica                                                                | Gold Cup 2025 - 1° turno                                                | -                                                                       | 72’                                                                     |
| Totale                                                                  |                                                                         | Presenze                                                                | 39                                                                      |                                                                         | Reti                                                                    | 7                                                                       |                                                                         |

## Palmarès
- Squadra della stagione della UEFA Europa Conference League:1

2023-2024